# جان بارتون
جان بارتون (به انگلیسی: John Barton) (زادهٔ  ۵ اکتبر ۱۸۶۶ - درگذشته 	۲۲ آوریل ۱۹۱۰)  بازیکن فوتبال اهل کشور انگلستان بود که سابقهٔ بازی در تیم ملی فوتبال انگلستان را در کارنامهٔ خود دارد. وی در تاریخ ۱۵ مارس ۱۸۹۰ تنها بازی ملی خود را در مقابل تیم ملی فوتبال ایرلند انجام داد.
این بازیکن توانسته در این بازی ملی، ۱ گل به ثمر برساند.